# マダガスカル料理

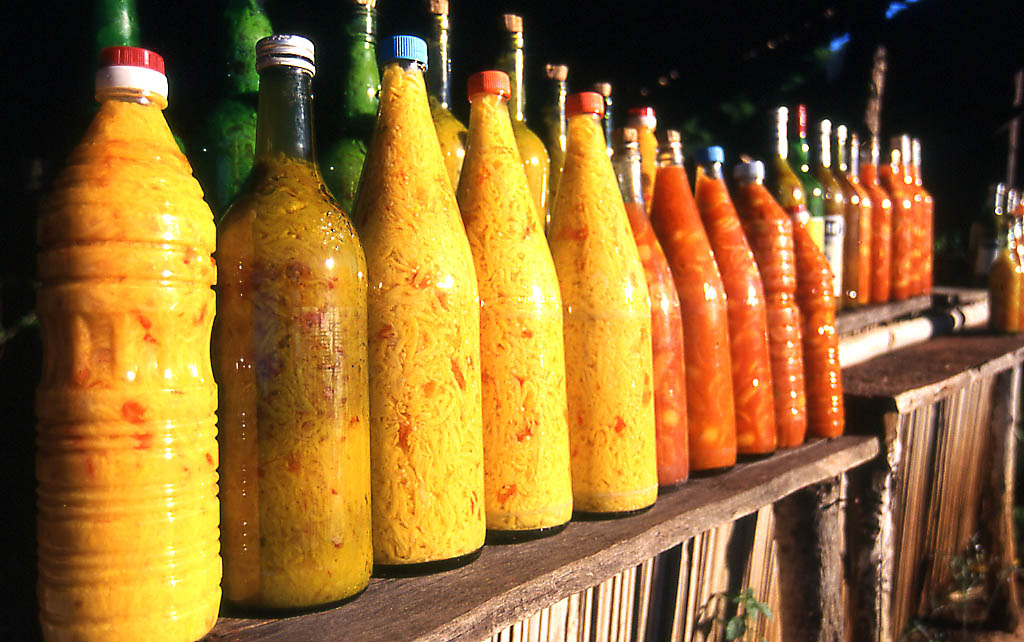
マダガスカル島北西部の沿岸地帯では、昔からレモンとマンゴーの酢漬け（アチャール）が料理の添え物として出される

マダガスカル料理（マダガスカルりょうり）又はマラガシ料理（マラガシりょうり）とは、インド洋に浮かぶ島、マダガスカルに伝わる多様な料理伝統・食文化を指す。マダガスカルで食される食品は、東南アジア、アフリカ、インド、中国及びヨーロッパといった多様な地域から同島へ移住が行われてきたという歴史を反映している。なお、同島の最初の移住者は、紀元1世紀から5世紀の間にボルネオ島から海を越えてやってきた航海者たちであったと考えられている。マダガスカルの食文化において基本をなす米は、これら最初の居住者らによって、根茎類など他の東南アジアの作物とともに栽培された。また、作物栽培を補うかたちで野生生物の狩猟がおこなわれたが、そのことは、同島の一部の鳥類や大型哺乳動物が絶滅するきっかけを作った。これら食料源の欠けたところは、紀元1000年ごろに移入してきた東アフリカの人々によって導入されたコブウシの肉で、のちに補完されることとなった。インド洋を媒介にしたアラブやインドの商人との交易、さらには大西洋を越えたヨーロッパ人との交易により、新しいフルーツ、野菜、香辛料が紹介され、マダガスカルの料理伝統は豊かなものとなっていった。
米飯をベースにして、付け合わせが何かがつくというのが現在のマダガスカル料理の典型であり、それは島のほぼ全域に共通して言える。公的に「標準」とされるマダガスカル語（メリナ方言）では、米飯を「ヴァリ（vary [ˈvarʲ]）」、付け合わせを「ラウカ（又はロカ、laoka [ˈlokə̥]）」と呼ぶ。ラウカにはさまざまな種類があり、野菜のみの場合もあれば、動物性たんぱく質を含む場合もある。典型的にはショウガ、タマネギ、ニンニク、トマト、ヴァニラ、塩、カレー粉などを材料にしたソースにより味付けされる。あまり一般的ではないが他のスパイスやハーブによる味付けもある。南部や西部の降雨が少ない地域においては、米飯の代わりにトウモロコシ、キャッサバ、コブウシの乳を発酵させた凝乳を用いる牧畜民もいる。甘く香りのよい各種のフリッターなどの屋台料理、そして熱帯・温帯のフルーツは島のどこでも食べられる。地元産の飲み物としては、フルーツジュース、コーヒー、ハーブティ、茶があり、ラム酒、ワイン、ビールと言った酒もある。
21世紀現在のマダガスカルで食されている料理の幅広さからは、同島のユニークな歴史と、こんにち同島に居住する人々の文化の多様性をうかがい知ることができる。また、マダガスカル料理は、複雑さといった観点からは、最初期の移住民が同島に持ち込んだ簡素な食事から、19世紀の王政期、祭礼の際に調理されたような洗練された料理の数々に至るまで、幅広い。前述の米飯と付け合わせという昔ながらのスタイルはいまでも優勢ではあるが、過去100年以上にわたって、それとは異なる種類の食材、食材の組み合わせが、フランス人入植者や華僑、印僑により紹介され、普及するようになった。その結果、マダガスカル料理は、伝統的ではあるけれども、それと同時に、新しく現れた食文化を消化吸収するただなかにあるとも言える。

## 歴史

### 1650年以前

マダガスカル島の位置。アフリカ大陸南東のインド洋沖に浮かぶ世界で4番目に大きい島。島の一覧 (面積順)

オーストロネシア人の航海者たちが紀元100年から500年の間にマダガスカル島にたどり着き、同島への最初の移住者になったと考えられている。彼らは、乗ってきたアウトリガーカヌーに、イネ、プランテン、タロイモ、ダイジョといった栽培作物を載せて、運んでいた。サトウキビ、ショウガ、サツマイモ、ブタ、ニワトリ、そのほかにココヤシとバナナも彼らによって運ばれていた可能性がある。マダガスカル島北部には最初に人類が住んだ形跡があるが、稠密な人口をもった集落が最初に現れたのは、島の南東部の海岸沿いの地域である。初期の移住者らは、島への定住後間もなく、焼畑（現代マダガスカル語ではタヴィ（ tavy ）と呼び、21世紀現在でも実際に行っている地域もある。）を行い、作物を植えるために沿岸部の熱帯雨林を焼き払った。彼らはまた、蜂蜜、フルーツ、鳥やワニの卵、キノコ、食べられる木の実や根などを採取し、ハチミツやサトウキビを絞った汁を醸して酒を作った。
熱帯雨林の中にいたカエル、ヘビ、トカゲ、テンレック、リクガメ、イノシシ、昆虫、イモムシ、鳥類、レミュールなどは、常時、狩猟や罠猟の対象となった。また、最初の移住者らは、マダガスカルに豊かに残されていた、エピオルニスなど、大型動物の数々に遭遇した。彼らはエピオルニスの卵を食べていたと想像される。また、場合によってはその肉も食べていた可能性がある。エピオルニスはマダガスカル島全域に棲んでいた世界最大の鳥であったが、17世紀に絶滅した。マダガスカルの大型動物が次第に減少し、最終的には絶滅したことについて、いくつかの説明が与えられているが、焼畑による野生生物の生息域の破壊がキーファクターとなったことは、明らかな証拠がある。絶滅をまぬがれたレミュールの残存種を狩ること、また、取引することはすべて、1964年から法律で禁止された。しかしながら、地方農村での消費のため、もしくは、都会のレストランでのエキゾチックなブッシュ・ミートに対する需要に応えるために、これら絶滅の危機に瀕する動物たちへの狩りは今も続いている。

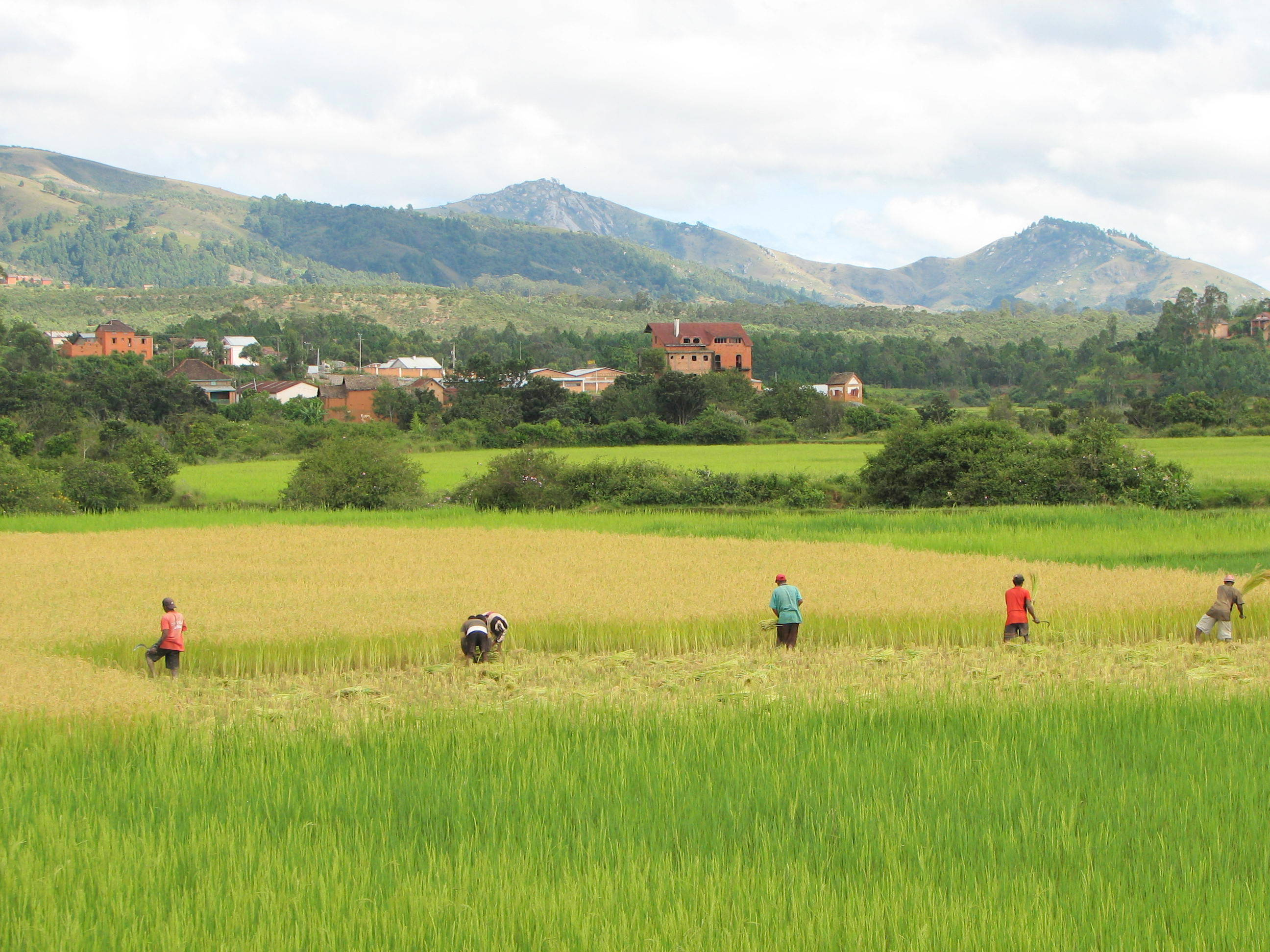
中央高地に灌漑を伴う水田や棚田が現れたのは、1600年ごろ。

原生林がタヴィ（焼畑）により失われたため、村落社会は、栽培と農耕を行う土地を少しずつ増やしていった。上述の最初の定住者らは、600年頃までには内陸へ移動し、中央高地の森林を開拓し始めた。イネは陸稲と水稲があるが、品種改良されていないままであると収量が少ない。水田耕作は1600年頃に、ベツィレウ人の国（フィアナランツア州北部）で始まり、のちにメリナ人の国（アンタナナリボ州あたり）でも始まった。17世紀の100年間でマダガスカル中部に広がった水田耕作は、この地にあった原生林を大規模に消滅させることとなった。その結果、中央高地には集落が点在し、それを囲む水田があり、集落から歩いて一日の距離に野菜や果実の農地、さらにその周りを広大な不毛の草原が広がるという景観が発達した。
コブウシ（ゼブ牛）は、東アフリカから1000年頃に移住してきた人々によって伝えられた。彼らはコブウシだけでなく、ソルガム、ヤギ、そしておそらくは、バンバラマメなどももたらした。これらの家畜は東アフリカにおいて富を象徴するもの、ないし、富そのものであり、マダガスカルにおいてもそのように考えられた。そのため、めったに食用にされることがなく、葬儀など重要な儀式において犠牲として捧げられたのちに食べられた。新鮮なコブウシの乳か、もしくはそれから作られた凝乳（カード）は、牧畜民の食文化の重要な一部分をなした。コブウシは、南部と西部で大規模な群れで飼育されていたが、群れから逃げ出した個体が自然繁殖して、中央高地にはかなりの数の野生のコブウシがいた。これらについてメリナ人の歴史の語り部は、「かつて中央高地の人々は野良牛の肉が食べられるものだということを知らなかったが、メリナ王ラランブ（在位:1575-1612）がそのことに気付き、皆に教えた。以降、メリナの人々は野良牛の肉を食べるようになった」という歴史を伝える。しかしながら、考古学的調査によれば、この地方ではラランブ王時代よりも前から、コブウシに対する狩りが時おり行われており、食べられてもいた痕跡があることがわかった。むしろこの時代に、はじめて、野生のコブウシの群れの家畜化が始まり、柵に入れて飼われるようになったという可能性の方が高い。そして、この時代は、中央高地に複雑な構造を持った政体が成立し始めた時期とも一致する。

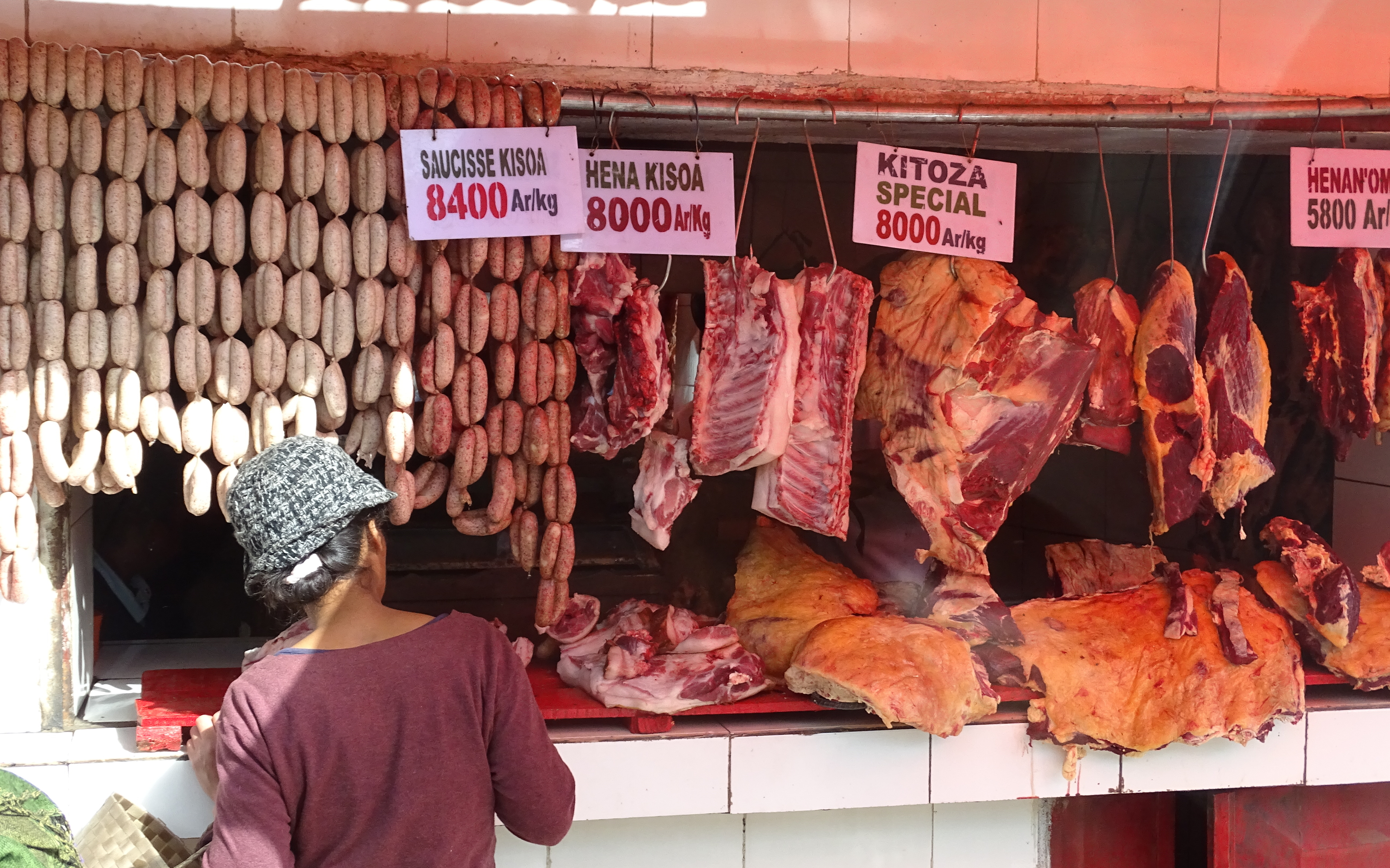
ソーセージ、ヘナン・キスア（豚肉）、キトゥザ（牛肉の燻製）を売る肉の露店（アンタナナリボ）

食品の主な調理法としては三つあり、一つは「水茹で」であった。器として最初は竹を、のちに陶や鉄が用いられるようになった。残る二つは、直火焼きと、焼き石や炭火でグリルする調理法であった。発酵食品としては、牛乳からつくった凝乳（カード）、ある種の塊茎類をそのまま、もしくは干して発酵させたもの、ハチミツかサトウキビ汁もしくは島に自生していた植物を発酵させて作ったアルコール飲料があった。天日干し、燻製、塩漬けなどの加工法が、輸送、交易、将来の消費に備えて種々の食品を保存するために用いられた。キトゥザ（ kitoza ([kiˈtuzə̥]) ）という牛肉の燻製や、塩漬けの魚など、多くの加工食品が現代のマダガスカルにおいても類似した方法で作られ、食されている。

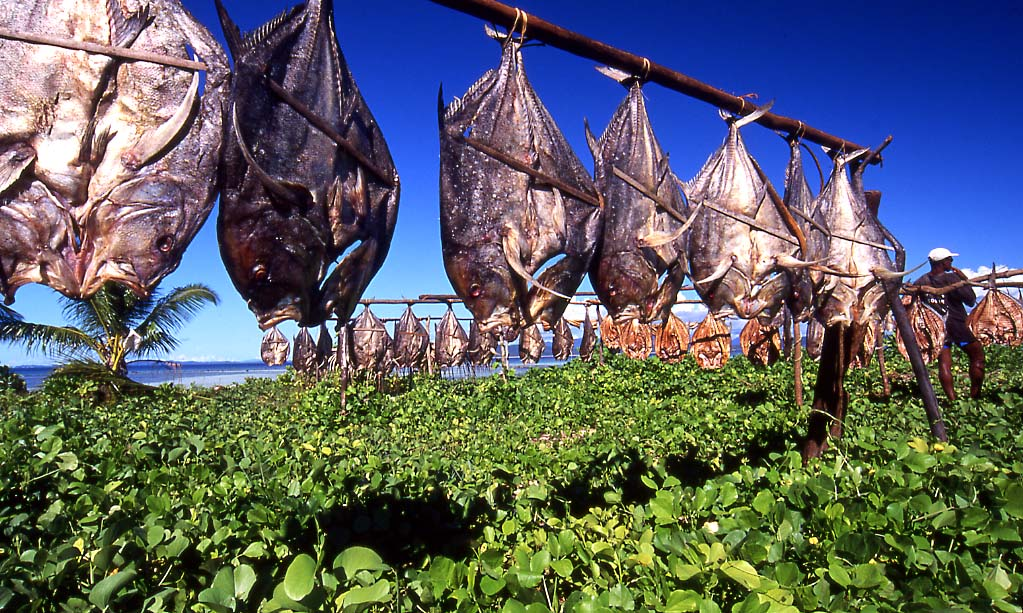
魚は天日干し、燻製、塩漬けといった伝統的な方法で加工される

16世紀までには中央集権化した王国が、西海岸のサカラヴァ人の中から成立し、中央高地のメリナ人の中からも成立した。メリナ王国の歴代の主権者たちは、「王の沐浴（the Royal Bath, fandroana）」と呼ばれる儀式で新年を祝った．この儀式のために、ザカ（jaka ([ˈdzakə̥])）と呼ばれる牛肉のコンフィが調理された。調理法は、飾りのついた陶製の壷に牛肉を入れ、スエットで密閉し、密閉した壷を地下室に貯蔵し一年間寝かせた。ザカは翌年の祭りで友人たちに振る舞われた。そして、宴の輪に加わった者たちは食後にタタウ（ tatao, [taˈtau̯] ）の名で知られるデザートを食べた。これは、牛の乳で炊いたコメにハチミツをまぶしたものである。口誦で伝えられる歴史によると、メリナ王国におけるこれらの料理伝統は、ラランブ王が創始したものである。ラランブ王の父、アンヂアマネル王は、結婚式の際に交わされるヴディウンヂ（vodiondry, [vudiˈuɳɖʳʲ]）という伝統を創始した人物とされている。ヴディウンヂとは、もともとは、獣肉のなかで最も好まれる部位である「羊の臀肉」を意味する言葉であった。それがのちに、婚約の儀式の際に花婿が花嫁の両親に羊の臀部の肉を進呈する儀式も意味するようになった。現代のマダガスカル社会においては、食べ物を進呈することの代わりに、家族が象徴的なコインを贈ることを意味する言葉として残っている。

### 1650–1800
大西洋奴隷貿易の出現によって、マダガスカルの港における海上貿易量は増加した。このことは食品の貿易も例外ではなかった。1698年に、北米の十三植民地へ向かう交易船が、はじめてマダガスカルに寄港し、この島産のイネを手に入れた。船はそのイネをサウスカロライナ州チャールストンへ運んだ。そしてそれは、瞬く間にアメリカ南部の主要な輸出作物となった。このとき運ばれたイネの品種は、18世紀後半までにマダガスカル島で生育していたと言われている11種類の品種のうちの一つであった。

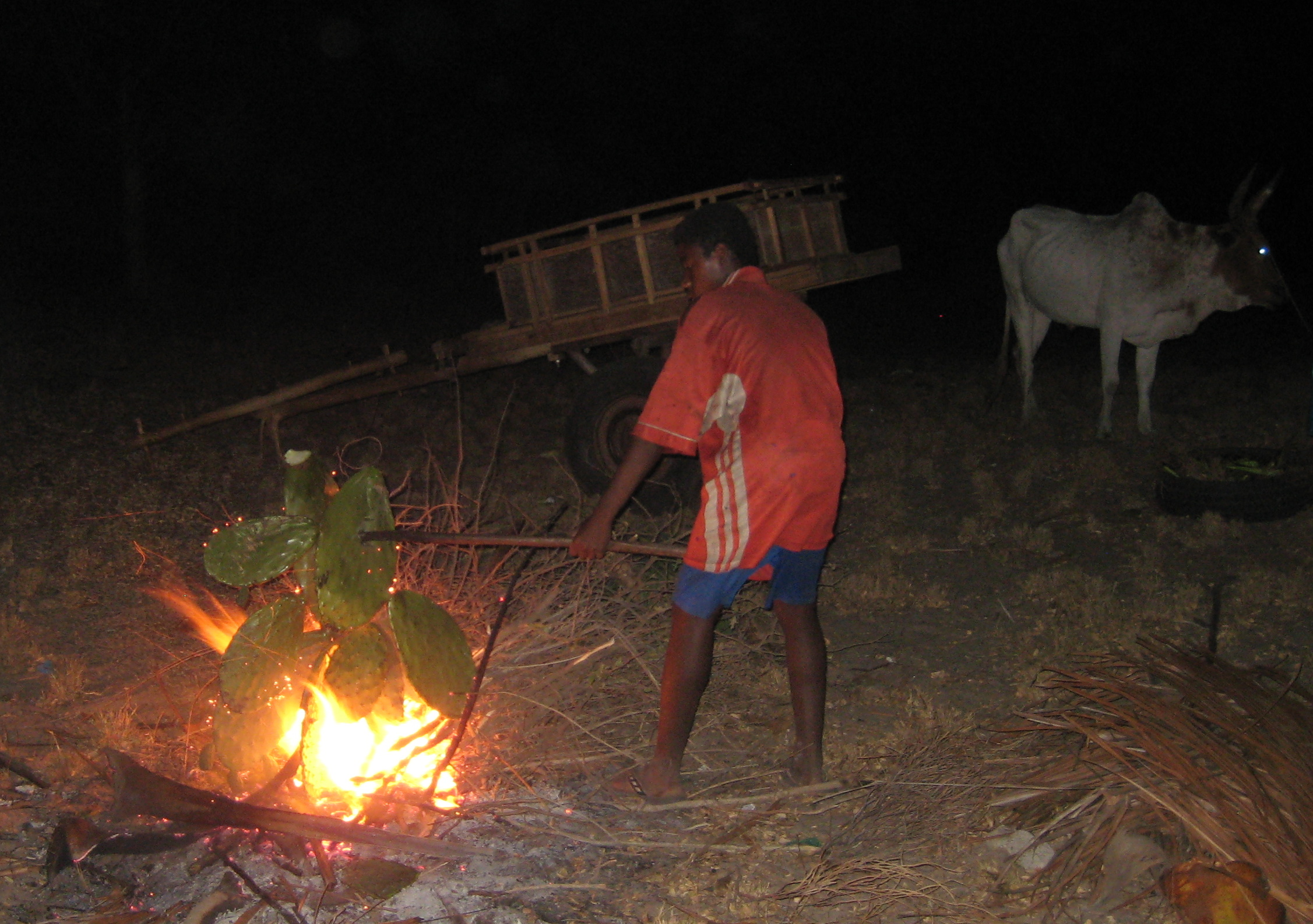
家畜のコブウシ（ゼブ牛）に餌として与えるオプンティアからトゲを取り除いている南部の牛飼い。

同様に、海外から多くの食品が輸入された。16世紀から17世紀の間に南北両アメリカ大陸からマダガスカルに持ち込まれた作物としては、サツマイモ、トマト、トウモロコシ、ラッカセイ、タバコ、ライマメなどがある。キャッサバは1735年以降に、近隣のレユニオンのフランス植民地から持ち込まれた。これらの作物は、はじめは持ち込まれた港のすぐ近くの沿岸部で耕作されていたが、すぐに島のすべての地域に拡散した。これらの作物は、島に導入されて100年以内に中央高地全体に広まった。同様に、レモン、ライム、オレンジなどの柑橘類、パイナップルも島の港に植樹され、大西洋を横断する長い航海でかかる可能性のある壊血病から船乗りたちを救った。
マダガスカルではラケタ（raketa, [raˈketə̥]）と呼ばれ、特に南部では「水の食べ物」を意味するサカフンヂャヌ（sakafon-drano, [saˈkafuˈɳɖʳanʷ]）と呼ばれるサボテン科のオプンティアは、1769年にフランス人のドリジ・ド・モダヴ伯爵によりフランス植民地のフォル・ドファンにもたらされた。この植物は島の南部に広まり、マハファリ人やバラ人の牧畜を生業としている人々にとって生活の基盤をなす作物となった。ラケタの果実を6つばかり食べれば飲み水の代わりになり、一度トゲを取り除いてしまえば葉状茎が飼いウシどもに栄養と水分を与えた。ラケタが入ってきたことによって南部の牧畜民の定住化と牧畜の効率化が進み、この地域の人口稠密化と家畜数の増大が起きた。

### 1800–1896

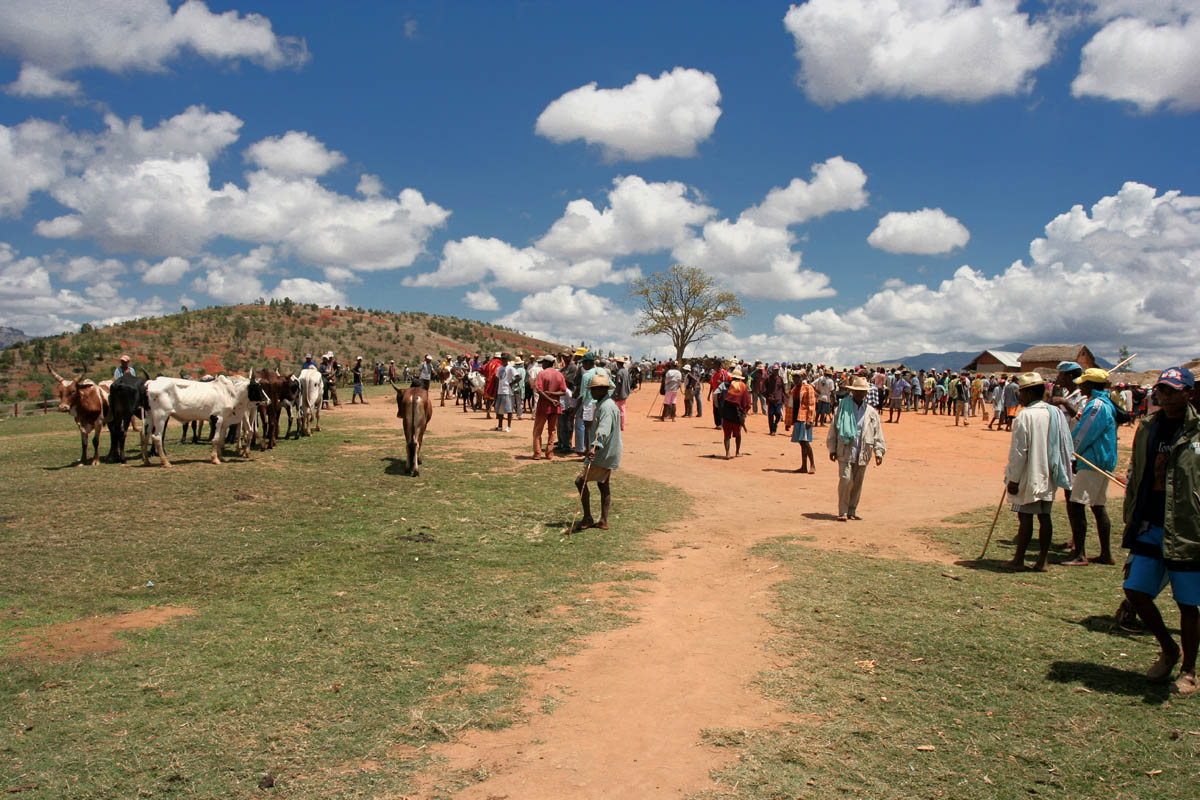
アンバラヴァウにおけるゼブ牛の取引市

中央高地における18世紀は、人口稠密化と飢餓の克服により特徴づけられ、メリナの有力者同士の争いも激化した。19世紀に入ると、アンヂアナンプイニメリナ王（1787-1810）が、豪族ごとに分裂していたメリナ社会を一元支配することに成功し、このときから奴隷の使用と強制労働が始まったとみられる。その強制労働とは、差し出せる物品を何も持たない者から厳しく税を取り立てる代わりに、アンタナナリボ周辺の水田の灌漑設備を組織的に整備するというものであった。これにより、王は、民を飢えさせることなく、島内の他の地域とコメを交易することを可能にするだけの余剰生産を確かなものにした。それに伴い、海産物や肉類の燻製や日干し、塩、トウモロコシやキャッサバの乾物のほか、さまざまな果実類といった物産を交換する中心として、市場が島内に張り巡らされた。ムフガシ（ mofo gasy [ˈmufʷˈɡasʲ]）やメナケリ（ menakely [menə̥ˈkelʲ]）といった米粉で作る菓子も市場で売られていた。また、この時代までには、沿岸部においても食文化の発展が起きていたことが、19世紀にマダガスカル島に立ち寄った航海者たちによる報告により明らかにされている。サント・マリー島に寄港したある航海者は、カレー粉で味付けされた料理（ビリヤニに似た香辛料で味付けされたコメ料理）を食べ、コーヒーと紅茶を飲んだという。アンヂアナンプイニメリナ王の後を継いだ息子、ラダマ1世は、マダガスカル島のほぼ全土を統一し、マダガスカル王を称した。この王統は、1896年のフランスによる植民地化まで、マダガスカルを統治し続けた。

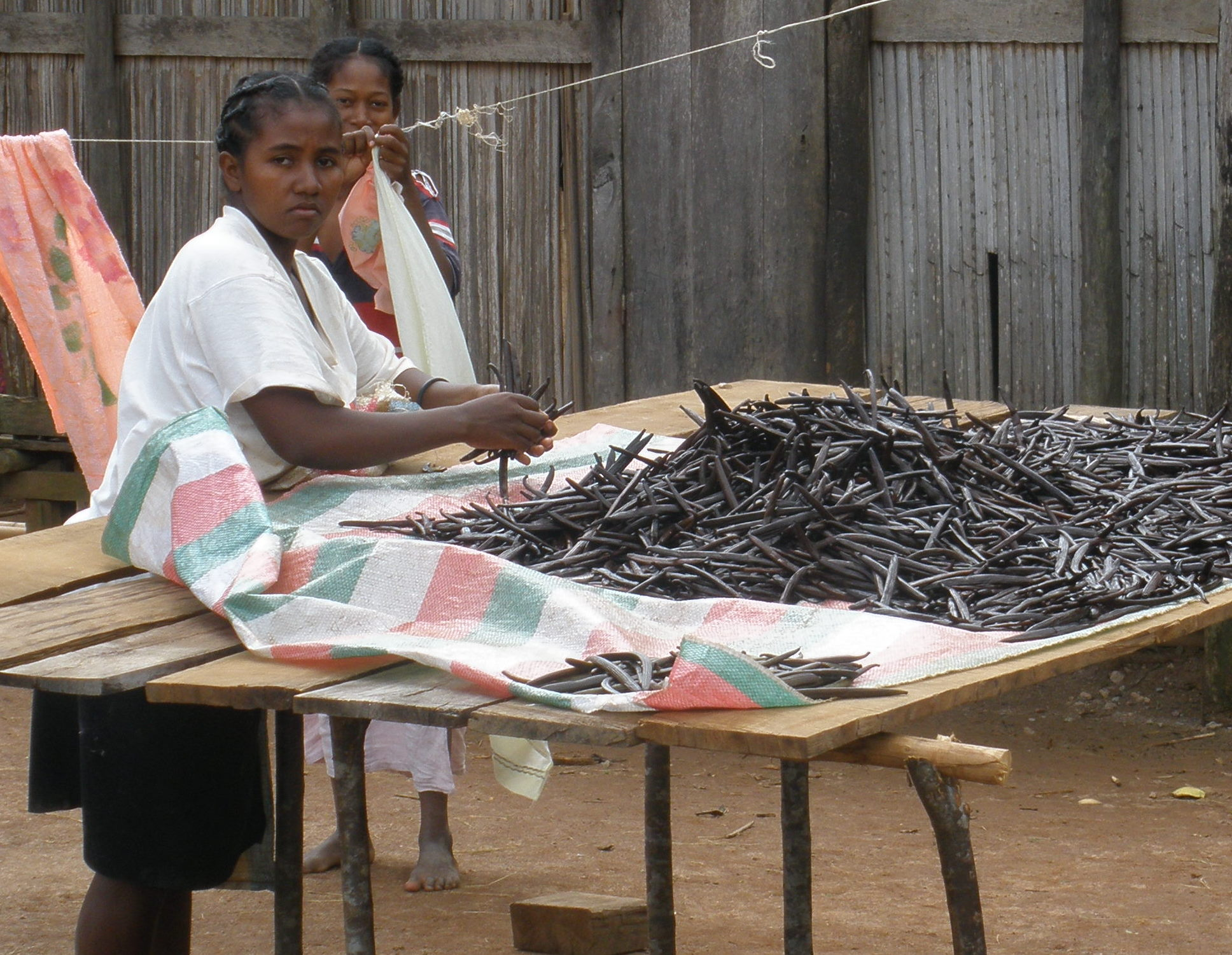
バニラの選別をする女性（サンバヴァ）

マダガスカル王国の統治下において、イギリスやフランスなどの海外市場に向けて輸出するための作物を耕作するプランテーションが設立された。1803年には丁子（クローヴ）が移入された。また、それまで島にまばらにしか生えていなかったココヤシが、油脂を絞るためにプランテーション農園に植えられた。同様に、19世紀初頭には家族経営規模の農地に4、5本、植えられていたにすぎなかったコーヒーノキは、輸出向けに農地の集約化が始まった。のちにマダガスカルの輸出作物のエースとなるバニラは、フランス人起業家が1840年に東部海岸地帯の熱帯雨林に導入した。その30年後には、バニラの収量を高めるのに欠かせない、人工授粉技術が導入された。にもかかわらず、王制が終焉を迎えるまで、バニラは他の作物の周縁的な扱いに留まった。
メリナ王国の祭りの期間中は、ハニンピトゥルハ（アンピトゥル）（ hanim-pito loha [amˈpitʷˈlu] ）という7皿の料理が食された。この7皿は、王国で最も魅力的な料理であると言われており、このうちの、ヴアンズブリ（voanjobory [vwandzˈburʲ] ）というバンバラマメ料理、アマルナ（ amalona [aˈmalnə̥] ）というウナギ料理、ヴリヴリンケナ（ vorivorinkena [vurvurˈkenə̥] ）というウシの胃袋（トライプ）料理、ラヴィトゥトゥ（ ravitoto [ravˈtutʷ] ）というすりおろしたキャッサバの葉の料理、ヴルンツィルザ（ vorontsiloza [vurntsʲˈluzə̥] ）というシチメンチョウ料理の5皿は、豚肉を加え、ショウガ、ニンニク、タマネギ、トマトとともに調理するのが通例であった。残る2品は、ルマザヴァ（ romazava [rumaˈzavə̥]）という牛肉と葉もの野菜の煮込み、ヴァランガ（ varanga [vaˈraŋɡə̥] ）というローストビーフを細かく刻んだ料理だった。フランスがマダガスカルを植民地化したことにより、君主制が終わるとともに、手の込んだ祭りも終焉を迎えた。しかし、上質な食文化の伝統は、家庭料理のなかで生き続け、これらの料理は家庭で普通に食されるようになり、また、マダガスカル全土のレストランのメニューに加わることとなった。

### 1896–1960
1896年から始まったフランスの植民地支配は、地元の食文化に多くの革新をもたらした。フランス語の優越により、このときに新しく創造された料理はフランス語に由来する名前が多い。国際化した都市の住民の間ではバゲットが広く食されるようになり、同様に、クリームホーン、ミルフィーユ、クロワッサン、ショコラ・ショ（ホット・チョコレート）といったパイ菓子やデザートの数々も人気となった。フランス人の植民者らはフォアグラも紹介した。フォアグラは現在でも製造されている。また、中央高地で「コンポゼ」と呼ばれている、湯がいた野菜と冷めたマカロニを和えたサラダは、フランス風オリヴィエ・サラダをベースに彼らが紹介したものである。フランス人たちは、19世紀に既に収穫されていた作物のみならず、新しい外国の果樹、野菜、家畜などの商品作物を栽培をプランテーション農場で行った。成功の度合いはまちまちであるが、茶、コーヒー、バニラ、ココナツオイル、香辛料などは輸出品として成功した。そのうち、ココナツは沿岸部の食生活において日常的に用いられるものとなり、バニラは家禽や海産物料理のソースとして用いられるようになった。

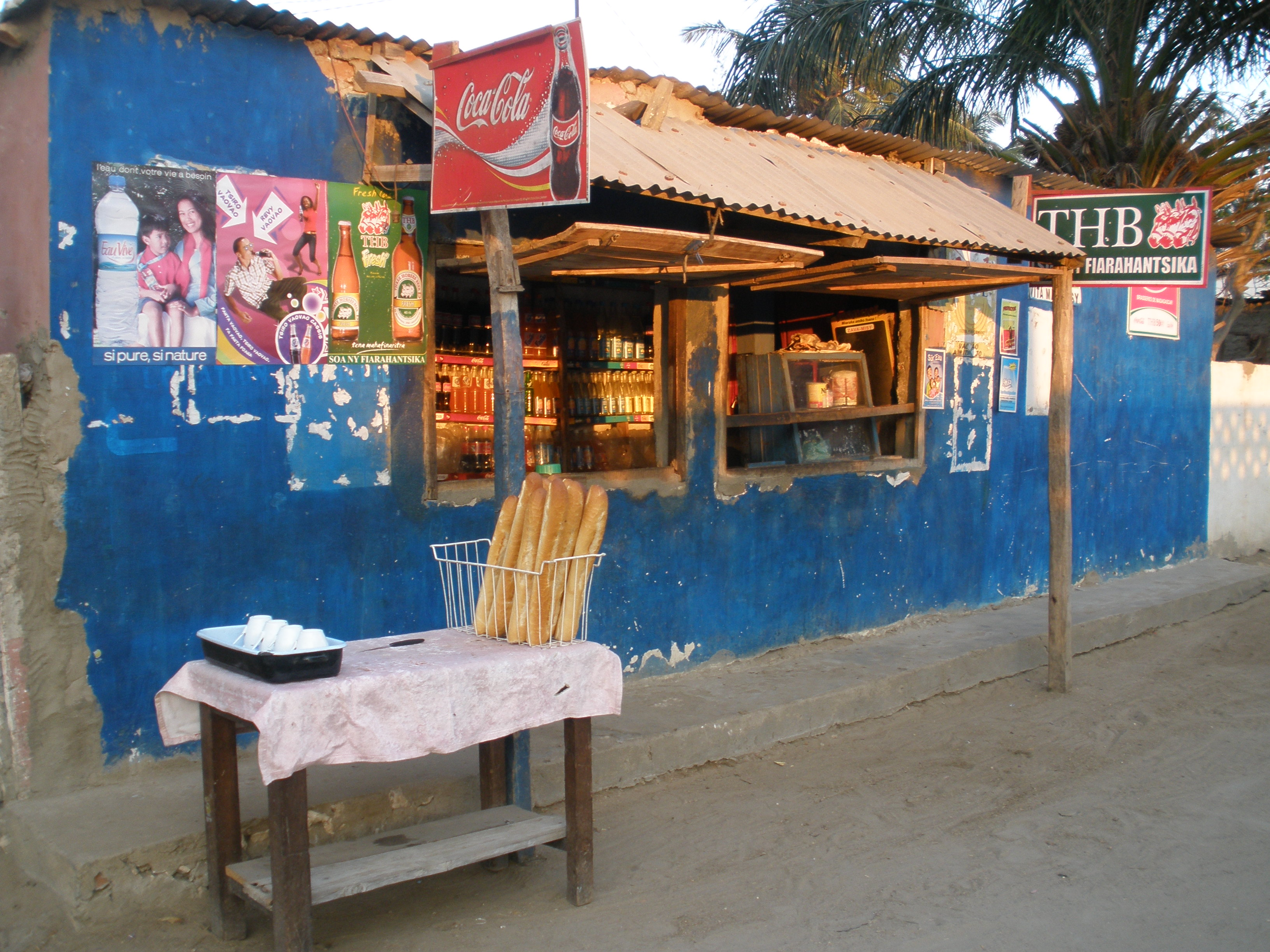
バゲットを売る店、トゥリアラ（チュレアール）

中国系の移住者は、女王ラナヴァルナ3世の治世の終わりごろに一握りの者がいるにすぎなかった。ところが、マダガスカル植民地の初代総督ジョゼフ・ガリエニは、アンタナナリヴとトゥアマシナを結ぶ鉄道を建設する際に、3000人の移民労働力を必要とすると述べたところ、清から苦力がいちどきに大量に押し寄せた。鉄道建設後、彼らは各地方に大きな華僑社会を構成した。そして、彼らがもたらした食文化は、都会料理の一つとしてマダガスカルの食文化に溶け込んだ。そのような料理の例を挙げると、リ・カントネ（ riz cantonais 広東風チャーハン）、スープ・シノワーズ（ soupe chinoise タンメン）、ミサウ（ misao 揚げ麺線）、パウ（ pao 包子）や、ネムス（ nems 揚げ卵焼き）がある。
島の北西部、ベツィブカ川の河口、ベンバトゥカ湾に臨む港町のマジュンガには、1880年代の時点で約200人ほどのインド人商人のコミュニティが成立していた。その30年後には4000人以上に膨れ上がり、その多くは北西海岸沿いの交易港に集中して住んだ。これら初期のインド人コミュニティは、この地方にカレーとビリヤニを広めた。マハザンガの名物料理であるキーム（ Khimo ）は、キーマカレーに由来する料理である。サモサは瞬く間に島内全域で人気の屋台料理となり、マダガスカル語で「三角のスナック」を意味するツァキ・テルズル（ tsaky telozoro [ˈtsakʲteluˈzurʷ]）の名で親しまれている。
フランスがもたらした「革新」は、多くの点でマダガスカルの食文化を豊富化したが、必ずしもすべてが好ましいものであったとは言えない。18世紀のオプンティアの導入以来、島南部の牧畜民の生活様式は次第にこの植物への依存を高めていった。6月から12月まで続く乾季の間は、この植物の果実から自分が必要とする水分を摂るだけでなく、家畜のコブウシが食べる餌、摂取する水分としても、オプンティアをあてにするようになっていた。そのような時代背景の中、あるフランス人入植者が1925年に、トゥリアラにあった自らの所有する地所にて、サボテンに寄生する寄生虫、コチニールカイガラムシを放った。そこに生えていたオプンティアを駆除しようとの考えだった。しかしながら、その行為は大飢饉を引き起こした。5年も経たないうちにマダガスカル島南部のオプンティアは全滅してしまった。食料と水をオプンティアに依存していた牧畜民は、1930年から1931年にかけての乾季を越すことができずに多くの者が飢え死にした。この事件以来、牧畜民は生活様式を複雑化させ、危機への適応力を強めた。その一方で、この大飢饉の時代のことを、彼らの土地にやってきたよそ者が、自分たちの昔ながらの生活様式を終わらせてしまった時代として記憶している。

## 現代の食文化

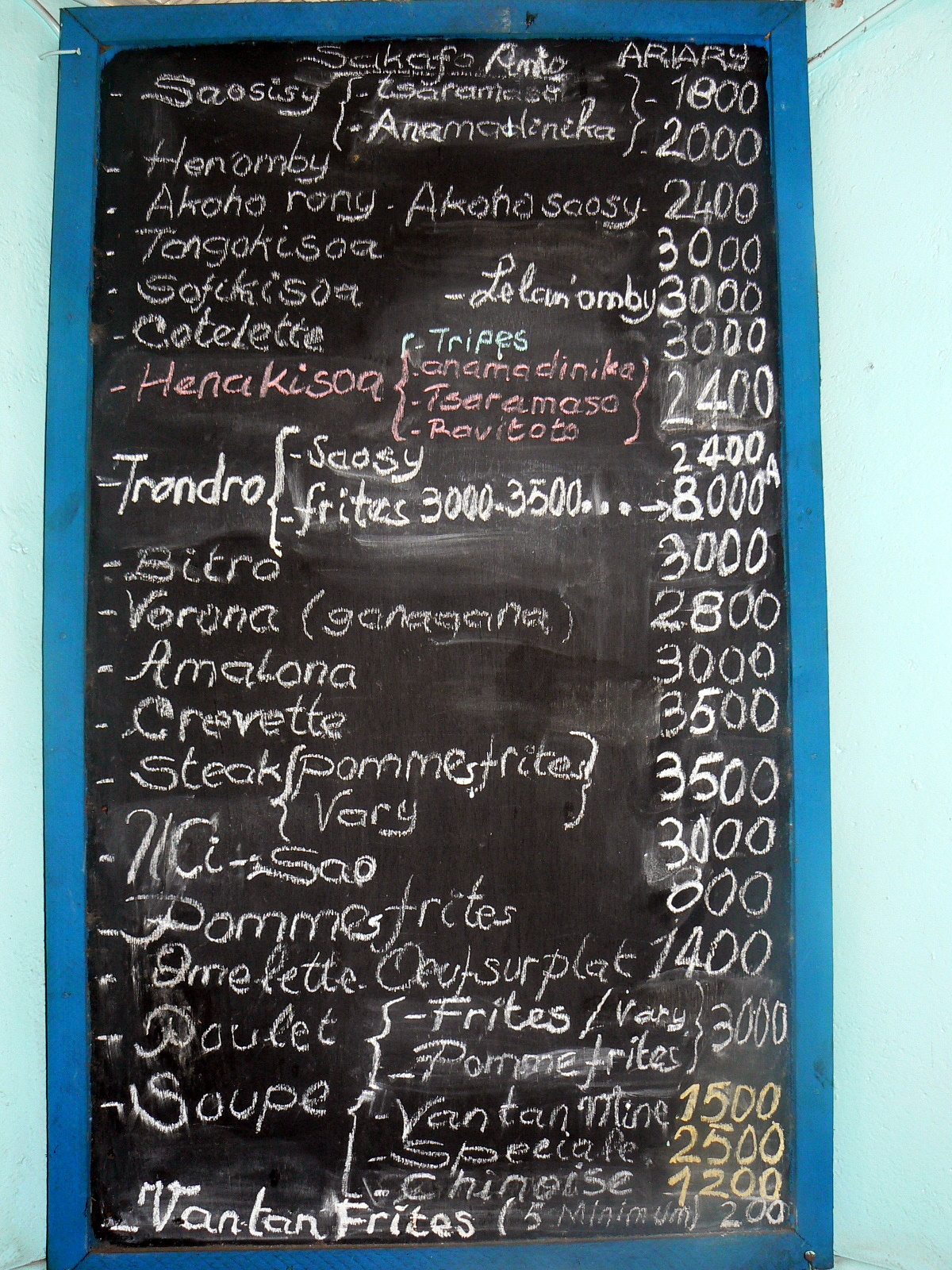
ホテリ（ hotely 食堂を意味する ）の普段のメニュー

マダガスカルは1960年にフランスの植民地支配からの独立を達成した。その後のマダガスカルの食文化は、この島の多様な文化と歴史的影響をつねに反映してきた。コメはすぐれて重要な食べ物であると考えられ、降雨に乏しい南部と西部を除いては食事における主食を構成する。付け合わせは地域毎にどのような食材が手に入るかということと、地元の文化的規範とに応じて、多様である。外食する場合は、ガルゴット（ gargottes ）という簡素な屋台や、ホテリ（ hotely ）という着席して食べられる食堂などがある。軽食やスナック類なら、歩き売りしている者から買うこともできる。さらに、格式の高いレストランへ行けば、フランスその他の食文化の影響を受けた調理法、食材、盛りつけ方などを用いた、幅広い料理が食べられる。

### ごはん (vary)
マダガスカル語でヴァリ（ vary ）と呼ばれる米飯は、マダガスカル料理の要であり、毎回の食事で必ずと言っていいほど食べられている。また、マダガスカル語で「食事をする」を意味する一般的な言葉は、ミヒナンバリ（ mihinam-bary ）というが、これは文字通りの意味は「米を食べる」である。生米に適量の水を加えて炊飯する。炊きあがったご飯はヴァリ・マイナ（ vary maina [ˌvarʲ ˈmajnə̥] ）という。ご飯には数種類のラウカ（ laoka ）と呼ばれる「おかず」をかけて食べる。また、炊飯の際に加える水を増やして作る粥は、ヴァリ・ススア（ vary sosoa [ˌvarʲ suˈsu] ）と言う。朝食として食べるものであり、病気の時にも用意される。コブウシの肉を燻製にしたキトゥザのような、乾燥した料理をラウカ（おかず）としてヴァリ・ススアを食べることもある。ヴァリ・アミナナナ（ vary amin'anana [ˈvarʲ ˌjamʲˈnananə̥] ）は、コメ、肉、野菜を煮込んで作る伝統的な料理でとても人気がある。また、「脂たっぷりご飯」を意味するヴァリ・ベ・メナカ（ vary be menaka [ˈvarʲ beˈmenakə̥] ）は、ご飯と油脂、好ましくは、脂身を多く含んだブタの厚切り肉を使って調理する料理であり、ファマディハナという改葬儀礼の期間中に食される料理である。

### おかず (laoka)
米飯に対する付け合わせは、中央高地の方言でラウカ（ laoka ）という。典型的なラウカはある種のソースとして提供される。中央高地では一般にトマトベースのソースであり、海岸に近い沿岸部ではココナッツミルクが調理中に加えられる。コブウシの飼育を伝統的に行っている南西部の乾燥した内陸では、野菜にコブウシの乳、あるいは、その凝乳（カード）を和えた料理がラウカとなることが多い。ラウカは、用いる食材としてさまざまなものがある。バンバラマメの煮込みには豚肉、牛肉又は魚のいずれの組み合わせもある。細かく刻んだキャッサバの葉の煮込みには、ラッカセイ、牛肉又は豚肉が使われる。チュンヅ・ガシ（ trondro gasy [ˌtʂundʐʷ ˈɡasʲ] ）と呼ばれるラウカは、淡水魚（さまざまな種類がある）を食材に用いたものである。ヘナヌンビ（ henan'omby [henˈnumbʲ] ）、アクフ（ akoho [aˈkuː] ）はそれぞれ、牛肉、鶏肉をショウガとニンニクでソテー又は肉汁で煮た料理である。また、この調理法をリチャ（ ritra [ˈritʂə̥] ）という。他には、いろいろな種類の海産物を使ったラウカがある。海産物は海沿いの場所や大きな町の中心部では簡単に手に入る。。
また、アナマミ（ anamamy [anaˈmamʲ], Morelle greens ）、アナマファイチャ（ anamafaitra [anaˈmafai̯ʈʳ], Martin greens ）、アナマラウ（ anamalao [anamaˈlau̯], paracress ）といった、何種類もの島特産の野草が、アナンヂャヌ（ anandrano [ananˈɖʳanʷ], オランダガラシ）やアナツンガ（ anatsonga [anaˈtsuŋɡə̥], チンゲンサイ ）といった野菜と並んで売られているのはよく見かける光景である。なお、アナマラウには特に、その葉と花を茹でれば、穏やかな鎮痛作用が得られるため特筆される。乾燥した南西部のバラやアンヂュイの人々は、主に、サツマイモ、ヤムイモ、タロイモ、キャッサバといった根茎類、雑穀、トウモロコシなどを水煮して、コブウシの乳に浸したり、砕いたラッカセイで風味をつけたりして食べる。
ニンニク、タマネギ、ショウガ、トマト、甘口のカレー粉、それに塩が、料理の味付けに使われる最も一般的な原材料である。沿岸部ではさらに、ココナッツミルク、ヴァニラ、チョウジ、ウコンなどがこれに加わる。また、さまざな薬味が横に置かれる。薬味は調理の際に混ぜるよりむしろ、食べる際に、各人の好みに合わせてヴァリ又はラウカに混ぜ合わされる。もっとも一般的で基本的な薬味は、サカイ（ sakay [saˈkai̯] ）という赤唐辛子か青唐辛子から作られるスパイシーな薬味である。アチャールか、ラサリ（ achards or lasary [laˈsarʲ] ）の名で知られるインド風の薬味は、酢漬けのマンゴー、レモン他のフルーツから作られ、沿岸部の名産品である。中央高地でラサリというと、普通はグリーンピース、キャベツ、ニンジン、タマネギのサラダにヴィネグレットソースをかけたものであり、サイドディッシュ、又は、バゲット・サンドウィッチの具として人気がある。
だし汁、ブイヨンを意味するルー（ Ro [ru] ）は、メインのラウカとして出される場合もあれば、ヴァリに風味や水分を加えるために出される場合もある。ルマンガザフィ（ Ro-mangazafy [rumaŋɡaˈzafʲ] ）は、牛肉、トマト、ニンニク煮込んだ贅沢で風味豊かなブイヨンであり、しばしば水分のないラウカを伴う。対照的に、ルマツァツ（ Romatsatso [rumaˈtsatsʷ] ）は、タマネギ、トマト、アナマミ（上述）から作る、軽くて比較的風味の薄いブイヨンである。これは脂たっぷりの家禽の肉などとともに出される。ある種のルーは民間療法の中で滋養のある食べ物とされている。チキンとショウガから作るルナクフ（ Ron-akoho [runaˈku] ）は、一般的な風邪に効くスープとされている。小エビと牛肉から作るルンパツァ（ rompatsa [rumˈpatsə̥] ）は、新生児を産んだばかりの女性が、ジャガイモとジャガイモの葉をその中に入れて飲むと、お乳の出がよくなると伝承されている。また、ルマザヴァ（ romazava ）というルーは、国民食としての地位を獲得しており、牛肉をアナマラウ、アナンツンガ又はアナマミ（上述）と共に煮込むものである。ルマザヴァはさらに、トマト、タマネギ、ショウガなどの材料を加えて、より複雑で風味豊かなものにすることが広く行われている。ルマザヴァは、アナマラウの花を含むことも特徴の一つである。アナマラウの花には穏やかな鎮痛作用がある。

### 屋台料理

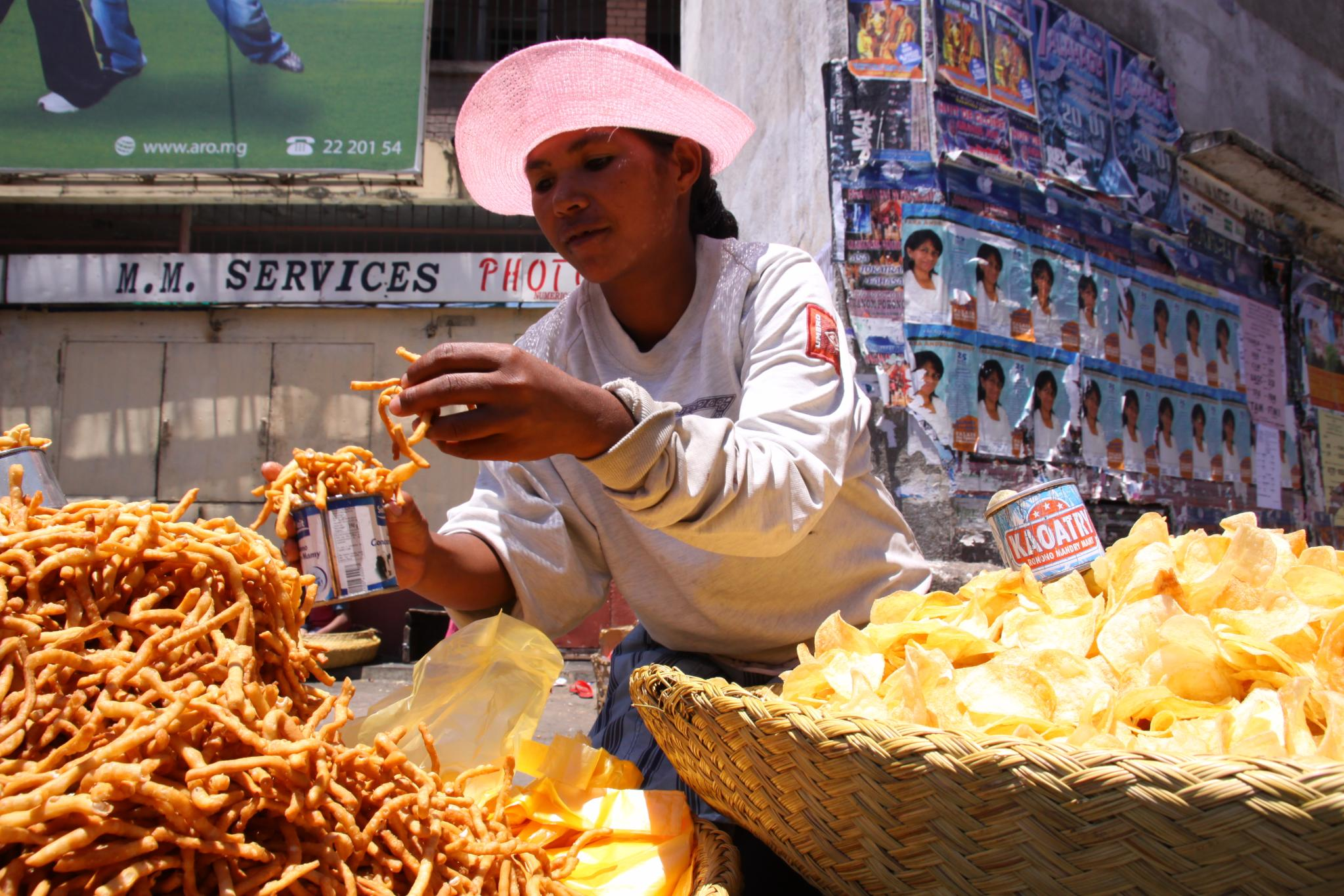
新鮮なポテトチップスとカカ・ピゾン（ kaka pizon ）を売る売り子

マダガスカルの町々にあるキオスクのような小さな売店で、さまざまな種類の焼き菓子や揚げ物を買い求めることができる。これらはまとめてムフ（ mofo [ˈmuf] ）という名前で知られている。ムフとは日本語でいうところのパンを指す言葉である。その中でも最も一般的なムフが、「マダガスカルのパン」を意味する、ムフガシ（ mofo gasy ）である。ムフガシは、甘くした米粉に水や牛乳などを混ぜ合わせたものを油を塗った丸い型に流し込み、炭火で焼いて作る。
朝食としてコーヒーと一緒によく食べられており、キオスクでも売られている。沿岸地帯では、このムフは、米粉にココナッツミルクを混ぜて作り、ムカリ（ mokary [muˈkarʲ] ）と呼ばれている。その他の甘いムフとしては、メナケリ（ menakely ）というよく揚げたドーナツや、ムフ・ボリナ（ mofo baolina [ˌmuf ˈbolː] ）というパン生地（ドウ）を丸くこねて揚げたものなどがある。さらに、さまざなまフルーツ・フリッターもある。フルーツ・フリッターの材料としてもっともよく用いられるのはパイナップルとバナナである。塩味のムフもあり、ラマヌナカ（ ramanonaka [ˌramaˈnunakə̥] ）は、塩味を利かせたムフガシをラードで揚げたものである。文字どおりは「スパイシーなパン」を意味するムフ・サカイ（ mofo sakay [ˌmuf saˈkai̯] ）は、刻んだ野菜、タマネギ、トマト、トウガラシで香りを付けたフリッターである。
市場やガソリンスタンドなどでは、よく、クバ・アクンヅ（ koba akondro [kubaˈkundʐʷ] ）というスイーツが売られているのを目にする。これは、ラッカセイ、つぶしたバナナ、ハチミツ、トウモロコシ粉末を水などで練り合わせたものをバナナの葉でくるみ、蒸すか茹でるかして固まらせた菓子である。マダガスカル近隣のレユニオンでも見られる菓子であるが、カカ・ピゾン（ kaka pizon [kaka pizõ] フランス語で鳩の糞を意味する）も、どの町の街角でも売られている。これは、ピーナツ・ブリットル、干しバナナ、タマリンド・ペーストにカラフルな砂糖をまぶし、ワンタンの形に揚げたパン生地で巻いた菓子である。田舎へ行くと、蒸したキャッサバやサツマイモが食べられる。これらのイモに牛乳や練乳をかけたものが売られている場合もある。

### デザート

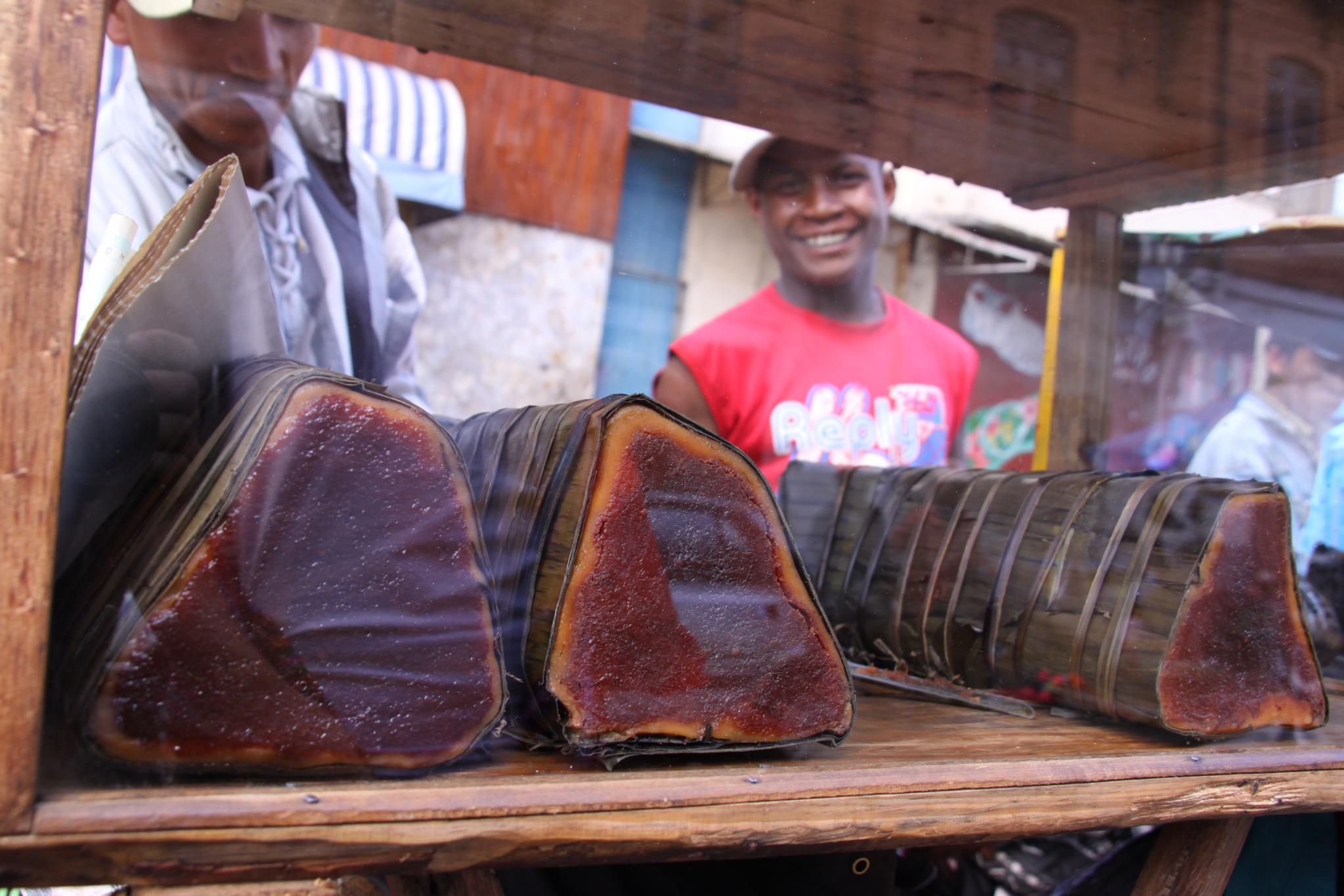
ピーナッツ、砂糖、米粉から作るクバ（ koba ）

昔から、食後のデザートとして新鮮なフルーツが食べられている。ごちそうとして、新鮮なサトウキビを噛むこともある。マダガスカルでは、さまざまな種類の温帯果樹及び熱帯果樹が育ち、生食又は砂糖を振り掛けるなどして食されている。ただし、温帯果樹に関しては、リンゴ、レモン、カボチャ、スイカ、オレンジ、チェリー、イチゴに限られる。熱帯果樹に関しては、ココナッツ、タマリンド、マンゴー、パイナップル、アボカド、パッションフルーツ、ビワ（ビバシ（ bibasy [biˈbasʲ] ）と呼ばれる）、グアバ、リュウガン、ライチ、パーシモンなどが主なものである。また、ポクポクあるいはヴアナンツィンヂャナ（ pok-pok,  voanantsindrana [vunˈtsinɖʳanə̥] ）と呼ばれるホオズキに似た果実もある。その他に、西海岸に面した地域では、バオバブの果実が、ちょうどバオバブの木が実をつける雨期の終わり近くの短い期間、食べられている。
マダガスカルはまた、品質の高いカカオと、バニラで知られており、その多くが輸出されている。マダガスカルの沿岸部、あるいは内陸でも格式の高いレストランでは、家禽類の肉にかける風味豊かな塩味のソースの調味料としてバニラが使われることがある。
クバンヂャヴィナ（ Koban-dravina [ˌkubanˈɖʳavʲnə̥] ）あるいは単にクバ（ koba [ˈkubə̥] ）と呼ばれる菓子は、マダガスカルの名産品である。作り方は、まず、ピーナッツとブラウン・シュガーを一緒に引き砕いて、甘味をつけた米粉ペーストでくるみ、円筒状のかたまりにする。次に、かたまりをバナナの葉で包み、ブラウンシュガーがカラメル化し、ピーナッツが柔らかくなるまで、24時間から48時間、あるいはそれ以上、茹でる。食べるときは薄く切ったものを出す。また、人気のあるボンボン・ココ（ Bonbon coco ）は、ココナッツのかけらにカラメルを加え、半固形のボールか小さなパイの形に整えたキャンディである。コモロ諸島でも見られる人気のあるデザート、グヂュグヂュ（ godro-godro [ɡuɖʳˈɡuɖʳʷ] ）は、固い、ケーキのような外見の、ココナッツミルクで作るプディングである。また、フランスの菓子パンやケーキは非常に人気があり、マダガスカル中の町のいたるところにあるたくさんのパティスリーで購入することができる。

### 飲料

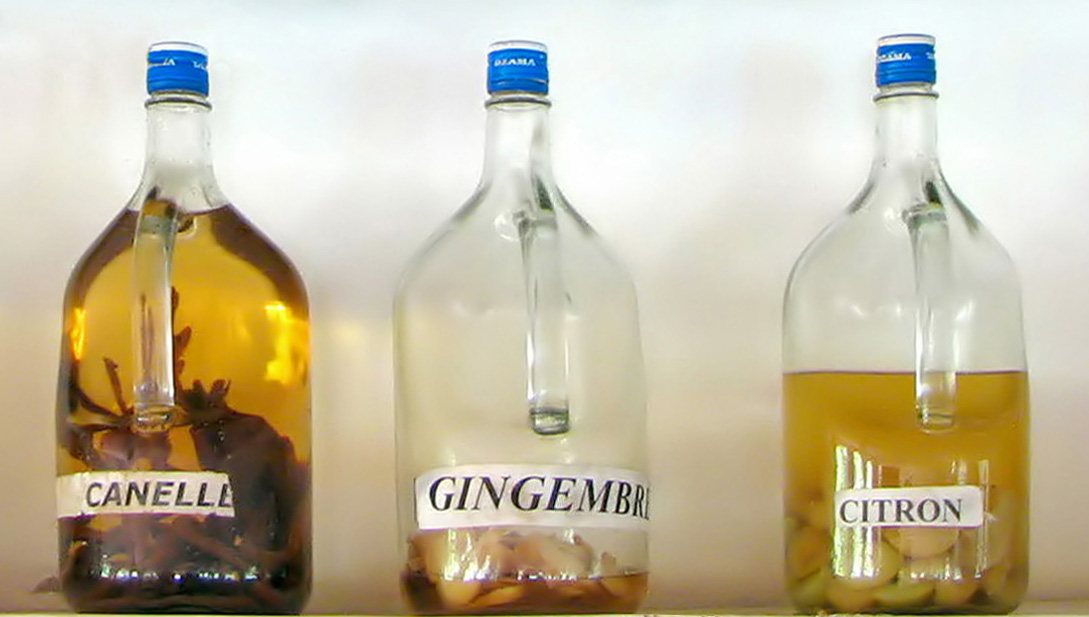
マダガスカル山のラム酒にフルーツやスパイスを加えて作った自家製のラム・アランジェ（ rhum arrangé ）。ここに示すフレイバーは、シナモン、ジンジャー、レモン。

マダガスカルでもっともよく親しまれている伝統的な飲み物は、ラヌナンパング（Ranon'ampango マダガスカル語発音: [ˌranʷnamˈpaŋɡʷ] ）と、ラヌヴラ（ranovola マダガスカル語発音: [ranʷˈvulə̥] ）である。両方とも、お釜の内側に残ったご飯のおこげに湯を注いで作る飲み物の名前である。生水の代わりに飲む衛生的でおいしい飲み物である。
このほかに、さまざまな種類の飲料が国内で作られている。島の東部ではコーヒーノキが育ち、コーヒーは一般的な朝の飲み物となっている。道端のキオスクで、ブラックコーヒーとして、あるいは、コンデンスミルクで甘みを付けて売られている。紅茶も人気があり、バニラフレーバーのものもある。また、ハーブティーもあり、特に、レモングラスのフレーバーと、レモンユーカリ（ravin'oliva [ˌravʲnoˈlivə̥] ラアヴィヌリヴァ）のフレーバーが人気である。フレッシュジュースは、グアバ、パッションフルーツ、パイナップル、タマリンド、バオバブなどのフルーツから作られる。しかしながら、新鮮な牛乳は、贅沢なものである。国内で作られたヨーグルト、アイスクリーム又は湯に混ぜた甘いコンデンスミルクは、日々のカルシウム源として最も一般的である。コーラやオレンジジュースは国産のものがあり、同様のものとして、ボンボン・アングレ（Bonbon Anglais）という国産の甘いレモンソーダがある。コカコーラ製品も人気があり国内のいたるところで消費されている。
数多くのアルコール飲料があるが、多くは国内消費に回され、輸出されるものは僅少である。"Three Horses Beer" という国産のピルスナーが人気がありどこにでもある。ワインはフィアナランツア周辺の中央高地南部で生産されている。ラム酒はマダガスカル語でトゥカ・ガシ（ toaka gasy [ˌtokə̥ ˈɡasʲ] ）といい、広く生産されている。ラム酒の飲み方は、１．ストレートで飲む、２．エキゾチックフルーツとスパイスで香りを付けてラム・アランジェ（ rhum arrangé ）として飲む、３．ココナッツミルクとブレンドしてパンチ・ココ・カクテル（ punch coco cocktail ）を作る、などがある。サトウキビ汁を発酵させて作るベツァベツァ（ betsabetsa [ˌbetsəˈbetsə̥] ）は、ラム酒の最も古い形態である。ラム酒はマダガスカルの多くの場所で、宗教的な儀礼に用いられている。マダガスカルでは、ラム酒のボトルを新しく開封した際、最初のキャップ一杯の酒を家の北東隅に投げる習慣がある。これは、先祖に捧げる一杯であり、先祖への尊敬の念を表す。社交的な集まりでは、炒ったピーナッツ、ポテトチップス、ネムス（上述）、カカ・ピゾン（上述）などの、いわゆる「乾きもの」（マダガスカル語ではこれらを集合的にまとめて、ツァキツァキ（ tsakitsaky ）と呼ぶ）を酒のあてにすることが多い。

## 翻訳元参考文献
- Auzias, Dominique; Labourdette, Jean-Paul; Mauro, Didier; Raholiarisoa, Emeline (2009) (フランス語). Le Petit Futé Madagascar. Paris: Petit Futé. ISBN 2-7469-2684-9
- Blench, Roger (1996). “The Ethnographic Evidence for Long-Distance Contacts Between Oceania and East Africa”. In Reade, Julian. The Indian Ocean in Antiquity. London: British Museum. pp. 417–438. ISBN 0-7103-0435-8.  オリジナルの2011年4月25日時点におけるアーカイブ。 2010年11月12日閲覧。
- Boissard, Pierre (1997) (フランス語). Cuisine Malgache, Cuisine Creole. Antananarivo, Madagascar: Librairie de Tananarive
- Bradt, Hilary; Austin, Daniel (2007). Madagascar (9th ed.). Guilford, Connecticut: The Globe Pequot Press Inc. ISBN 978-1-84162-197-5
- Bradt, Hilary (2011). Madagascar (10th ed.). Guilford, Connecticut: The Globe Pequot Press Inc. ISBN 978-1-84162-341-2
- Campbell, Gwyn (1993). “The Structure of Trade in Madagascar, 1750–1810”. The International Journal of African Historical Studies 26 (1):  111–148. doi:10.2307/219188.
- Campbell, Gwyn (2005). An economic history of Imperial Madagascar, 1750–1895: the rise and fall of an island empire. London: Cambridge University Press. ISBN 0-521-83935-1
- Chan Tat Chuen, William (2010) (フランス語). Ma Cuisine de Madagascar. Paris: Jean-Paul Rocher Editeur. ISBN 978-2-917411-32-2
- Donenfeld, Jill (2007). Mankafy Sakafo:Delicious meals from Madagascar. New York: iUniverse. pp. xix. ISBN 978-0-595-42591-4
- Espagne-Ravo, Angéline (1997) (フランス語). Ma Cuisine Malgache: Karibo Sakafo. Paris: Edisud. ISBN 2-85744-946-1
- Faublée, Jacques (1942). “L'alimentation des Bara (Sud de Madagascar)” (フランス語). Journal de la Société des Africanistes 12 (12):  157–202. doi:10.3406/jafr.1942.2534.  オリジナルの2011年4月25日時点におけるアーカイブ。 2011年1月7日閲覧。.
- Gade, Daniel W. (1996). “Deforestation and its effects in Highland Madagascar”. Mountain Research and Development 16 (2):  101–116. doi:10.2307/3674005.
- Grandidier, A. (1899) (フランス語). Guide de l’immigrant à Madagascar. Paris: A Colin et cie
- Linton, R. (1928). “Culture Areas in Madagascar”. American Anthropologist 30 (3):  363–390. doi:10.1525/aa.1928.30.3.02a00010.
- Nativel, Didier; Rajaonah, Faranirina (2009) (フランス語). Madagascar revisitée: en voyage avec Françoise Raison-Jourde. Paris: Editions Karthala. ISBN 978-2-8111-0174-9
- Oliver, Samuel Pasfield (1885). The True Story of the French Dispute in Madagascar. London: T.F. Unwin
- (フランス語) Savoir Cuisiner: La Cuisine de Madagascar. Saint-Denis, Reunion: Editions Orphie. (2004). ISBN 2-87763-020-X
- Sibree, James (1896). Madagascar before the conquest. London: T.F. Unwin